# Neck and Cabin Springs Grazing Area
 (juin 2020).
La Neck and Cabin Springs Grazing Area est une aire de pâturage du comté de San Juan, dans l'Utah, aux États-Unis. Protégée au sein du parc national des Canyonlands, elle est inscrite au Registre national des lieux historiques depuis le 18 décembre 2009.